# ワン・デイ 23年のラブストーリー
『ワン・デイ 23年のラブストーリー』（ワンデイにじゅうさんねんのラブストーリー、One Day）は、ロネ・シェルフィグ監督による2011年のイギリス映画である。デヴィッド・ニコルズの小説『ワン・デイ』をニコルズ自らの脚本（脚色）で映画化した作品である。

## ストーリー
二人の出会いは1988年7月15日、エディンバラ大学の卒業式だった。真面目なエマ（アン・ハサウェイ）と自由奔放なデクスター（ジム・スタージェス）は、その日初めて言葉を交わした。意気投合した二人はお互い惹かれ合いながらも、そのまま親友として付き合うことになる。7月15日は「聖スウィジンの日」（St.Swithin's Day）で、「マザー・グース」に 「聖スウィジンの日が雨ならば40日間雨つづき　聖スウィジンの日が晴れならば40日間雨はなし」というのがある。エマは恋心を隠しつつ、デクスターとの友人関係を続けていく。1989年には、エマはロンドンで暮らし始めていた。1990年、デクスターは業界の仕事を謳歌していた。1992年、二人きりで旅行に出かけるが、カルバンクラインのパンツを盗まれる。1994年、病気の母親を抱える家族とのトラブルに頭を悩ましたデクスターはエマに電話をするが、その時エマはフランス人の男と『死霊のはらわた3』を見てからレストランでデートしていた。1996年、久しぶりに会ったものの、思いがすれ違っていく。デクスターは低俗番組が時代に取り残され解雇になり、恋人シルヴィの家族ともうまく行かない。エマはデクスターへの愛を綴った詩を同居の恋人に読まれ、嫉妬される。2000年、友人の結婚式で再会するが、シルヴィと「できちゃった結婚」すると告白される。教師だったエマは詩人として有名になり、ジャズミュージシャンと付き合っているというが、デクスターを追いかける。そして転機となる2004年を二人は迎える。翌年、エマは「愛している人の子どもがほしい。その人が嫌ならあなたでもいい」と笑いながら子づくりに励む…。2009年も、2011年も同じ7月15日がやってくる…。最初のすれ違いから、それぞれの人生を歩んでいくという夢のようなストーリー。

## キャスト
- エマ・モーリー - アン・ハサウェイ（小松由佳）
- デクスター・メイヒュー - ジム・スタージェス（川田紳司）
- シルヴィー - ロモーラ・ガライ（細越みちこ）
- イアン - レイフ・スポール（遠藤純一）
- スティーヴン - ケン・ストット（浦山迅）
- アリソン - パトリシア・クラークソン（唐沢潤）
- ティリー - ジョディ・ウィッテカー
- スーキー・メドウズ - ジョージア・キング（英語版）
- アーロン - マット・ベリー（英語版）
- マレー・コープ - マシュー・ビアード（英語版）
- サミュエル・コープ - トビー・レグボ
- ジャスミン - エミリア・ジョーンズ（本田望結）

## 製作
ランダムハウス・フィルムズとフォーカス・フィーチャーズが共同製作し、フィルム4プロダクションズが共同出資した。
主要撮影は2010年7月に開始された。ロケ撮影はスコットランド、イングランド、フランスで行われた。8月、デクスターとエマが初めて出会うエディンバラの撮影が行われた。

## 評価
Rotten Tomatoesでは137件のレビューで支持率は36%となった。またCinemaScoreでの観客調査は、「A+」から「F」の範囲で「B-」となった。